# البيئة الثقافية

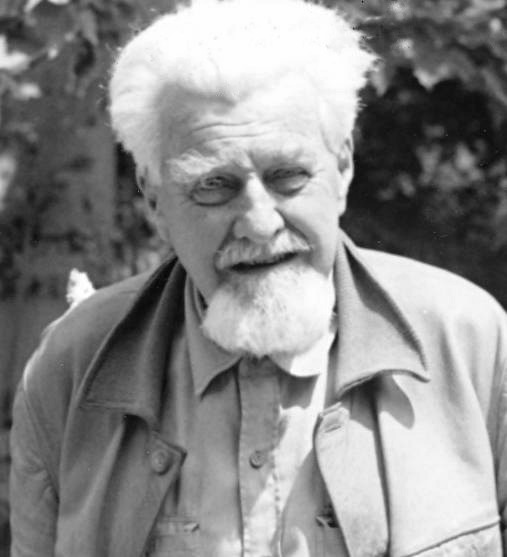

البيئة الثقافية هي دراسة تكيف الإنسان للبيئات الاجتماعية والطبيعية. ويشير التكيف البشري إلى كل من العمليات الحيوية والاجتماعية والتي تمكن السكان على البقاء والتكاثر في بيئة معينة أو متغيرة. ويمكن تنفيذ ذلك تاريخياً من خلال (فحص الكيانات التي كانت موجودة في عصور مختلفة)، أو تزامنياً عن طريق (دراسة النظام الحالي ومكوناته). الدليل الأساسي هو أن البيئة الطبيعية في نطاق أو كفاف المجتمعات الصغيرة التي تعتمد على جزء منها هو المساهم الرئيسي في التنظيم الاجتماعي والمؤسسات الإنسانية الأخرى. وعندما تقترن دراسة الاقتصاد السياسي مع دراسة السياسة الاقتصادية في المجال الأكاديمي تصبح بيئة سياسية وهي فرع مجالي أخر كما أنه يساعد في البحث في الأحداث التاريخية مثل متلازمة جزيرة الفصح.

## صياغة المصطلح
صاغ هذا المصطلح العالم بعلم الإنسان جوليان ستيوارد من عام 1902إلى عام 1972 وهو تصور البيئة الثقافية كمنهج لفهم كيفية تكيف الإنسان لمثل هذه المجموعة الواسعة من البيئات. نظريته في تغيير الثقافة: منهجية التطور متعدد الخطّية في عام 1955 تمثل البيئة الثقافية فيها طرق تغيير الثقافة حيث أنها تسبب التكيف مع البيئة. النقطة الأساسية هي أن أي تكيف بشري معين هو جزء مورّث تاريخياً ويتضمن التقنيات والممارسات والمعرفة التي تسمح للناس أن يعيشوا في بيئة معينة وهذا يعني بينما تأثر البيئة على طبيعة التكيف البشري هي في الواقع لا تحدد ذلك وفي هذه الحالة عزل ستيوارد وبحكمة تقلبات البيئة عن الأعمال الداخلية للثقافة التي احتلت بيئة معينه وهذا يعني على المدى البعيد أن البيئة والثقافة من الممكن أن تكون على مسارات متطورة منعزلة كما أن قدرة الواحدة على التأثير يعتمد على كيفية بناء كلاً منهما.
وبالتأكيد- أن البيئة الطبيعية والحيوية تؤثر على الثقافة- والتي بدورها أثبتت الخلاف لأنه يدل على عنصر الحتمية البيئية خلال تصرفات الإنسان حيث يجد بعض العلماء الاجتماعيون مشكلة في ذلك خصوصاً أولئك الذين يكتبون من منظور ماركسي. وتدرك البيئة الثقافية أن البيئة المحلية تلعب دوراً هاماً في تشكيل ثقافات المنطقة.
وكانت طريقة ستيوارد هي:
1. توثيق التقنيات والأساليب المستخدمة في استغلال البيئة للحصول على مكسب رزق.
2. النظر إلى أساليب سلوك الإنسان وثقافته المرتبطة باستخدام البيئة.
3. تقييم مقدار تأثير أساليب السلوك على جوانب أخرى من الثقافة على سبيل المثال: كيف يمكن لمنطقة ما أن تتعرض للجفاف حيث تسبب قلق شديد حول معدل سقوط الأمطار مما يعني انه أصبح قلق أساسي في الحياة اليومية وهذا يؤدي إلى تطوير منهج الاعتقاد الديني حيث يحسب سقوط الأمطار والماء بشدة. قد لا يظهر هذا المنهج الاعتقادي في مجتمع حيث يكون سقوط الأمطار في المحاصيل أمر مؤكد منه أو في مجتمع يكون الري فيه ممارس باستمرار.
أصبح مفهوم ستيوارد عن البيئة الثقافية منتشراً بين علماء علم الإنسان وعلماء الآثار في منتصف القرن العشرين ومع ذلك سيتم انتقادهم لمبدأ الحتمية البيئية. وكانت البيئة الثقافية إحدى المبادئ الأساسية والعوامل الدافعة في تطوير علم الآثار الإجرائي في عام 1960 كما فهم علماء آثار التغيير الثقافي من خلال إطار التقنيات وآثارها على التكيف البيئي.

## البيئة الثقافية في علم الإنسان
طور ستيورد البيئة الثقافية وتم تعريفها بالانضباط الفرعي الكبير لعلم الأنسان. كما أنها تُستمد من أعمال فرانز بواس وتفرعت لتشمل عدداً من جوانب المجتمع البشري وخاصةً توزيع الثروة والسلطة في المجتمع وكيف يؤثر هذا السلوك في الادخار والعطاء على سبيل المثال تقاليد بوتلاش على الساحل الشمالي الغربي لأمريكا الشمالية.

### البيئة الثقافية كدراسة تخصصات
إحدى المفاهيم الأخيرة للبيئة الثقافية وكنظرية عامة يعتبر علم البيئة كنموذج ليس فقط للعلوم الطبيعية والبشرية بل للدراسات الثقافية أيضاً. شرح بيتر فرينك في كتابه دايا اكولجي ديز ويسنز (معرفة علم البيئة) أن هذه النظرية تجمع بين ثقافات مختلفة والتي تطورت عبر التاريخ كما تم فصلها إلى الكثير من المجالات المتخصصة والفرعية في تطور العلم الحديث (فينك 2005), وبالنظر لهذا تعتبر البيئة الثقافية في مجال الثقافة الإنسانية ليست منفصلة بل مترابطة ومنقولة من خلال العمليات البيئية ودورات الطاقة الطبيعية. وفي الوقت نفسه تعترف بالإستقلال النسبي والانعكاس الذاتي الديناميكي للعمليات الثقافية. كما أن اعتماد الثقافة على الطبيعة ووجود الطبيعة المتأصل في الثقافة تكتسب اهتماماً من جوانب كثيرة، بالإضافة إلى أن علماء البيئة الثقافية اعترفوا بأن الفرق بين التطور الثقافي والطبيعي في تزايد. وبدلاً من أن تصبح القوانين الوراثية والمعلومات والاتصالات هم القوى الدافعة للتطور الثقافي (فينك 2005,2006) لذا فأن قوانين الحتمية السببية لا تنطبق بالمعنى الدقيق في الثقافة ومع ذلك توجد مقارنات متشابهة يمكن استخلاصها من بين العمليات البيئية والثقافية.
كما كان جريجوري باتسون أول من رسم هذه المقارنات في مشروعه لعلم بيئة العقل (باتيسون 1973) والذي يستند على مبادئ عامة للعمليات حيوية ديناميكية معقدة على سبيل المثال مفهوم حلقة التغذية الراجعة كعامل بين كلاً من العقل والعالم في داخل العقل نفسه. كما أن باتسون لا يعتبر العقل كقوة غيبية مستقلة أو مجرد وظيفة عصبية داخل الدماغ بل كمفهوم اعتماد متبادل بين الكائنات الحية مثل الإنسان وبيئته الطبيعية والذات والموضوع والثقافة والطبيعة وبالتالي يعتبر دوران النظام المعرفي للمعلومات مرادف ذو صلة من أجل بقاء الأنواع. )جيروسدورف في ماير 2005) 9).
دمج فينك هذه الأفكار مع مفاهيم من نظرية النظم. ويصف في كتابه (جيروسدورف) مختلف الأقسام والأنظمة الفرعية للمجتمع كنظام بيئي ثقافي مع إنتاج عملياتها الخاصة واستهلاكها والحد من الطاقة الجسدية بالإضافة إلى الطاقة النفسية. كما أنه ينطبق على النظام البيئي الثقافي للفن والأدب والذي يتبع القوة الداخلية الخاصة فيه والتجديد الذاتي بالإضافة إلى أن لديه وظيفة مهمة ككل داخل النظام الثقافي (انظر القسم التالي).

### البيئة الثقافية في الدراسات الأدبية
كانت العلاقة الحيوية المتبادلة بين الثقافة والطبيعة ذات تركيز خاص من قبل الأدب الثقافي منذ بدايات الخرافة القديمة والطقوس ورواية القصص بالإضافة إلى الأساطير وقصص الحوريات في الأدب الرعوي والشعر عن الطبيعة. وتشمل النصوص الهامة في هذا التقليد قصص التحولات المشتركة بين الحياة البشرية والغير بشرية التي تم جمع أشهرها في تحولات أوفيد والذي أصبح أكثر النصوص تأثيراً على مر التاريخ الأدبي وعبر الثقافات المختلفة. وأصبح العناية في تفاعل طبيعة الثقافة بارزاً خاصةً في العصر الرومانتيكي بالإضافة إلى أنه لا يزال سمة في التجارب الإنسانية للمسرحيات الأدبية إلى الوقت الحاضر. ويبدو أن الافتتاح المتبادل وإعادة ربط رمزية الثقافة والطبيعة والعقل والجسم والحياة البشرية والغير بشرية بطريقة شاملة وتعددية جذرية ذو أهمية واحده في أداء الأدب وأنتاج المعرفة الأدبية.
بناءً على هذا المنظور يمكن وصف الأدب كبيئة رمزية ذو تشكيل قوي خاص تحت مسمى البيئة الثقافية (ZAPF 2002 ), كما دخلت النصوص الأدبية المسرح وبحثت في كل السيناريوهات الجديدة وعلاقة الردود المعقدة في النظم الثقافية السائدة مع الاحتياجات البشرية والغير بشرية ومظاهرها في الطبيعة. واستمدوا قوتهم الخاصة للابتكار والتجديد الذاتي الثقافي من خلال هذا الفعل المتناقض للتراجع الابتكاري.
يقول الألماني هيوبرت أن الأدب يستمد قدرته المعرفية والإبداعية بثلاثة أضعاف للديناميكيات في علاقته مع نظام ثقافي كبير مثل الخطاب الثقافي الانتقادي والخطاب العكسي الخيالي والخطاب التكراري (Zapf 2001, 2002), وهو عبارة عن تكوين نصي يكسر بنية المجتمع والتقنيات المتحجرة وكسر منح الرمزية للجماعة مهمشة وإعادة ربط ما تم عزله ثقافياً. وبهذه الطريقة يصد الأدب أشكال الاقتصاد والسياسة والعملية للتفسير والدور الفعال الحيوي لحياة الإنسان كما أنها تفصل أبعاد وجهة نظر العالم عن النفس وفتحها نحو كبت واستعباد الأخر. وبالتالي الأدب يكون من ناحية هو الأحساس لما هو خطأ في المجتمع أو مكروه ونتائج إحباط الحياة لجانب شكلي واحد من الوعي والتوحيد الحضاري، كما أنه من ناحية أخرى وسيلة لتجديد ذاتي ثقافي مستمر حيث يمكن العثور على طاقات الطبيعة الإحيائية في الفضاء الرمزي للتعبير وإعادة أو الانضمام في بيئة ذو خطابات ثقافية أكبر. وقد تم تطبيق هذا المنهج كما اتسع حجمه مؤخراً على شكل مقالات كتبها علماء من أنحاء العالم (Zapf 2008).

### البيئة الثقافية في الجغرافيا
تطورت البيئة الثقافية في الجغرافيا كرد لمنهج كارل سوير وهو علم بيئة المناظر الطبيعية. وانتُقدت مدرسة سوير لكونها غير علمية ولتمسكها بمادية أو بمفهوم دستوري مبالغ في الثقافة بعد حين، كما طبقت البيئة الثقافية أفكار مأخوذة من علم البيئة ومنظومات نظريه لفهم تكيف البيئة الإنسان في بيئته.
كما ركز علماء البيئة الثقافية على أنتاج الطاقة والمواد ودراسة كيف أن المعتقدات والمنشئات في الثقافة تنظم تبادلها مع علم البيئة التي تحيط به ومن خلال هذا المنظور كان البشر جزء كبير من البيئة مثل إي كائن أخر ومن أهم الممارسين لهذا النوع من البيئة الثقافية هم كارل باتزر ودايفيد ستودا وقدم النموذج الثاني للبيئة الثقافية نظرية القرار من خلال الاقتصاد الزراعي مستوحاة بشكل خاص من أعمال الكسندر جينوف وواستر بوسوروب. وكان علماء البيئة الثقافية قلقون على كيف أن المجموعات البشرية تتخذ قرار حول كيفية استخدام بيئتهم الطبيعية كما أنهم يشعرون بالقلق وبشكل خاص على مسألة التكثيف الزراعي وتخليص النماذج المتنافسة لتوماس مالتوس وبوسوروب. ويشمل علماء البيئة الثقافية البارزين في هذا التقليد الثاني هارولد بروكفيلد وبيلي لي تيرنر الثاني وتعرضت البيئة الثقافية في بداية عام 1980 للانتقادات من البيئة السياسية كما اتهم علماء البيئة السياسية البيئة الثقافية بأنها تجاهلت العلاقة بين أنظمة النطاق المحلي الذي درسوها والاقتصاد السياسي العالمي واليوم حدد مصير عدد قليل من الجغرافيين كعلماء للبيئة الثقافية ولكن تم اعتماد وبناء أفكار البيئة الثقافية على البيئة السياسية وعلم تغير الأرض وعلم الاستدامة.

## وجهات النظر الخيالية للبيئة والثقافة

### الجنس البشري
برزت كتب تتكلم عن الثقافة والبيئة في عام 1950 وعام 1960 وكان كتاب الجنس البشري من تأليف عالم الحيوان أنتوني بارنيت أول كتاب اصدر في المملكة المتحدة وظهرت عناوين فرعية لعلم الأحياء البشري ولكن كانت عبارة عن مجموعة ثانوية منحصرة للمواضيع الأساسية كما تناولت الكتب عن الاتجاه الثقافي لبعض المناطق البارزة في المعرفة البيئية حول الصحة والمرض والغذاء وأحجام وطبيعة السكان البشرية بالإضافة إلى اختلاف أنواع البشر وقدراتهم وكانت وجهة نظر بارنيت لمجاله للمعلومات المختارة هي أن كل المواضيع حيث المعرفة فيها لا تكن مطلوبة فقط ولكن لكبار القرن العشرين كانت ضرورية كما تابع الإشارة على بعض المفاهيم التي دعمت علم البيئة البشري اتجاه المشاكل الاجتماعية والتي تواجه القراء في عام 1950 بالإضافة إلى التأكيد إن الطبيعة البشرية لا يمكن أن تتغير وما قد يعني هذا البيان وما إذا كان صحيحاً ويتناول الفصل الثالث عن تفاصيل أكثر عن بعض جوانب علم الوراثة البشرية
وبعد ذلك خمس فصول تتكلم عن تطور الإنسان والاختلافات بين مجموعات الرجال أو الأجناس والاختلاف بين الرجال والنساء بالنسبة للنمو السكاني اليوم تحت موضوع التنوع البشري، وأخيراً سلسلة مختلفة من الفصول والتي تتناول جوانب من النمو السكاني تحت موضوع الحياة والموت ومثل الكائنات الأخرى لابد من الإنسان أن يتخطى مخاطر المجاعة والعدوى من أجل البقاء على قيد الحياة بالإضافة إلى أن يكون ولود. كما أن هناك أربعة فصول تتكلم عن الغذاء والأمراض والنمو أو الانخفاض السكاني
وتوقع بارنيت أن خططه الشخصية قد تنتقد على أساس أنها تبعث تفسير للخصائص البشرية والتي تميز الجنس البشري على شكل واضح وبشكل حاد من الحيوانات الأخرى وأن هذا الرأي قد عبر عن هذه النقطة بأن السلوك البشري مهمل والبعض يقول أن النفس البشرية قد أهملت أيضا أو لا تؤخذ بالاعتبار للعقل الإنساني وبرر نظريته المحدودة ليس لأن القليل من الأهمية مرتبط إلى ما تبقى من المهمل بل لأنها كانت في غاية الأهمية حيث أن كل واحد يحتاج كتاب ذو حجم صغير حتى لملخص تفسيري، بمعنى أخر رسخ المؤلف في العلماء الأكاديميين في العالم لذا قلق قليلا حول أخذ رأي جزئي خيالي وتمييزي لعلم الحيوان من الإنسان العاقل.

### علم البيئة البشرية
وكانت التحركات لإنتاج الصفات لضبط ثقافة الإنسان إلى حقائق بيئية تعمل بشكل كامل في أمريكا الشمالية وألقى باول سيرز محاضرة عن كتابه كوندن في جامعة ولاية أوريغون عام 1957 بموضوع علم البيئة البشرية كما كلف اهتماماً جيداً لعلم البيئة البشرية أيضا طالب بتطبيقها للشؤون البشرية تطبيقاً بارعاً وكان أحد علماء البيئة البارزين الذي كتب بنجاح للجماهير الشعبية، كما وثق سيرز أخطاء المزارعين الأمريكيين والتي ساعدت في تهيئة الظروف التي أدت إلى غبار أرضي كارثي. كما أعطى هذا الكتاب قوة دافعة لحركة الحفاظ على التربة في الولايات المتحدة.

### تأثير الإنسان على الطبيعة
خلال هذا الوقت كان تأثير جي لورانس البشري على طبيعته والذي كان جزء من سلسلة حول الترابط في الطبيعة التي نشرت في عام 1969 كما كان كل من كتاب رسل ولورانس حول البيئة الثقافية على الرغم من أنها لم تكن بهذا العنوان. ومازال الناس يجدون صعوبة في الهروب من تصنيفهم حتى البدايات والأخطاء والتي أنتجها عالم الحيوان الموسوعي لانكلوت هوغبن في عام 1970 مع العنوانين الفرعية قبل بداية العلوم قبل أن تتعلق بعلم الإنسان كنقطة مرجعية تقليدية ومع ذلك وضحت ملاحظته أن البيئة الثقافية سيكون عنوناً أكثر عرضه لتغطية وصفه واسع النطاق حول كيف أن المجتمعات تتكيف على البيئة مع الأدوات والتقنيات والتجمعات الاجتماعية كما أنتج الفيزيائي جيكوب برونوسكي مراحل تطور الإنسان والتي لخصت لثلاثة عشر جزءاً من مسلسل تلفزيوني على البي بي سي عن جميع الطرق التي تشكل فيها الإنسان في الأرض وعن مستقبلهم.

### تغيير سطح الأرض
انتشرت وجهة نظر وظيفة البيئة البشرية في عام 1980 وأصبحت وسيلة معروفة لتقديم المفاهيم العلمية تحت منظور الكائنات البشرية والتي سادت العالم المليء بالسكان مع هدف عملي لإنتاج ثقافة أفضل على سبيل المثال كتاب تغيير سطح الأرض لأي جي سيمونز مع عناوينها الفرعية تاريخ الثقافة والبيئة والذي أصدر في عام 1989، كما كان سيمونز عالم جغرافي وكان لكتابه تقدير لتأثيره المجموعة المعدلة لكتب ثوماس ومنها دور الرجل في تغيير سطح الأرض والذي صدر عام 1956.